# تومي إليس
تومي إليس (بالإنجليزية: Tommy Ellis)‏ هو سائق سباق أمريكي، ولد في 8 أغسطس 1947 في ريتشموند في الولايات المتحدة.